# Gerald Vanenburg
Gerald Vanenburg (n. 5 martie 1964) este un fost fotbalist neerlandez.

## Statistici
| Țările de Jos | Țările de Jos | Țările de Jos |
| An            | Meciuri       | Goluri        |
| ------------- | ------------- | ------------- |
| 1982          | 4             | 0             |
| 1983          | 5             | 1             |
| 1984          | 0             | 0             |
| 1985          | 0             | 0             |
| 1986          | 4             | 0             |
| 1987          | 7             | 0             |
| 1988          | 10            | 0             |
| 1989          | 4             | 0             |
| 1990          | 6             | 0             |
| 1991          | 1             | 0             |
| 1992          | 1             | 0             |
| Total         | 42            | 1             |